# Vjačeslav Volodin
Vjačeslav Viktorovič Volodin (rusky Вячеслав Викторович Володин; * 4. února 1964 Alexejevka, Saratovská oblast) je ruský politik, v současnosti desátý předseda Státní dumy (od 5. října 2016).
Je bývalým poradcem prezidenta Vladimira Putina a bývalým generálním tajemníkem strany Jednotné Rusko. Byl poslancem Státní dumy od roku 1999 do roku 2011 a od roku 2016 do současnosti. V letech 2010 až 2012 byl místopředsedou ruské vlády. Je také bývalým prvním zástupcem ředitele kanceláře prezidentské administrativy Ruska. Volodin se přičinil o Putinův konzervativní obrat v jeho třetím funkčním období. Je údajně součástí Putinova vnitřního kruhu.